# Ischnocnema lactea
Ischnocnema lactea es una especie de anfibio anuro de la familia Brachycephalidae.

## Distribución geográfica
Esta especie es endémica de Brasil. Habita entre los 800 y 2500 metros sobre el nivel del mar en los estados de Espirito Santo, Minas Gerais, Río de Janeiro y Sao Paulo.

## Publicación original
- Miranda-Ribeiro, 1923 "1922" : Basanitia lactea (un novo Batrachio das Colleccoes do Museu Paulista). Revista do Museu Paulista, vol. 13, p. 851-852.[5]